# Javaチャンピオン
Javaチャンピオン（ジャバチャンピオン、Java Champion）はオラクルがスポンサーするプロジェクトで、コミュニティにより選ばれたJavaテクノロジーならびにJavaコミュニティのリーダーのこと。JavaチャンピオンはオラクルがJavaを発展させるためのフィードバックやアイディアを提供する機会を得る。
全世界で300名弱おり、2019年7月現在日本では櫻庭祐一、寺田佳央、谷本心、阪田浩一山本裕介、の5名が選ばれている。

## Javaチャンピオンの推薦方法
JavaチャンピオンはJavaチャンピオンによって推薦され、相互レビュープロセスにより決定される。なおオラクルの現従業員はJavaチャンピオンになることができない。

## Javaチャンピオンの選考方法
新しいJavaチャンピオンの推薦があると、メーリングリストにて投票が行われる。現Javaチャンピオンはプラスまたはマイナスの票を投じることができ、2週間の投票期間中に3以上のプラス票があり、マイナス票がなければJavaチャンピオンとして確定する。マイナス票が1つでも入ると、投票を継続するか停止するかどうかの議論が行われる。2週間のプラス票が3に満たない場合は議論が行われる。

## 日本のJavaチャンピオン
- 櫻庭祐一 [2] - 1人目
- 寺田佳央 [3] - 2人目
- 谷本心 [4] - 3人目 (阪田浩一と同時)
- 阪田浩一 [5] - 3人目 (谷本心と同時)
- 山本裕介 [6] - 5人目